# Teemu Elomo
Teemu Elomo (* 13. Januar 1979 in Turku) ist ein ehemaliger finnischer Eishockeyspieler und heutiger -trainer, der seit 2023 Trainer des Boro/Vetlanda HC in der schwedischen Division 2 ist. Sein älterer Bruder Miika war ebenfalls Eishockeyspieler.

## Karriere
Teemu Elomo begann seine Karriere als Eishockeyspieler in seiner Heimatstadt in der Nachwuchsabteilung von TPS Turku, für dessen Profimannschaft er von 1996 bis 2001 in der SM-liiga aktiv war. Mit seiner Mannschaft gewann er 1999, 2000 und 2001 gleich drei Mal in Folge den finnischen Meistertitel. In seinem Rookiejahr, der Saison 1996/97 wurde er zudem Vizemeister mit TPS. Auf europäischer Ebene gewann der Flügelspieler mit seiner Mannschaft 1997 die European Hockey League, 2000 belegte er mit seinem Team den dritten Platz. Parallel zum Spielbetrieb mit der Profimannschaft von TPS wurde er 1998 Meister der Nuorten SM-liiga. Von 1995 bis 1997 kam er zudem für Kiekko-67 in der zweitklassigen I divisioona zum Einsatz.
Von 2001 bis 2005 spielte Elomo für die Espoo Blues in der SM-liiga. Anschließend ging er ins europäische Ausland, wo er einen Vertrag beim Mora IK in der schwedischen Elitserien unterschrieb. Nachdem er in der Saison 2007/08 mit Mora den Abstieg in die zweitklassige HockeyAllsvenskan hinnehmen musste, blieb er zunächst noch ein weiteres Jahr in der Mannschaft. Die Saison 2009/10 begann der ehemalige Junioren-Welt- und Europameister beim ungarischen Verein Alba Volán Székesfehérvár in der Erste Bank Eishockey Liga. Für die Mannschaft absolvierte er nur sieben Spiele, in denen er drei Vorlagen gab, wechselte er zu Herning Blue Fox, mit dem er am Saisonende den dritten Platz der dänischen AL-Bank Ligaen belegte. Zu diesem Erfolg trug er mit 17 Toren und 19 Vorlagen in insgesamt 37 Spielen bei.
In der Saison 2010/11 stand Elomo beim schwedischen Zweitligisten Tingsryds AIF unter Vertrag. Zur folgenden Spielzeit wurde er von den Dragons de Rouen aus der französischen Ligue Magnus verpflichtet und gewann mit diesen den IIHF Continental Cup. Anschließend spielte er für verschiedene Vereine in europäischen B-Ligen wie HK Arystan Temirtau, die Herlev Eagles und Újpesti TE.
Seit 2016 ist Elomo Eishockeytrainer, vor allem bei unterklassigen Teams in Schweden.

### International
Für Finnland nahm Elomo im Juniorenbereich an den U18-Junioren-Europameisterschaften 1996 und 1997 sowie den U20-Junioren-Weltmeisterschaften 1998 und 1999 teil. Bei den Junioren-Europameisterschaften gewann er mit seinen Mannschaften die Gold- bzw. die Silbermedaille. Zudem wurde er 1998 mit Finnland Junioren-Weltmeister. Im Seniorenbereich stand er 2003 im Aufgebot seines Landes bei der Euro Hockey Tour.

## Erfolge und Auszeichnungen
| - 1997 European-Hockey-League-Gewinn mit TPS Turku - 1997 Finnischer Vizemeister mit TPS Turku - 1998 Meister der Nuorten SM-liiga mit TPS Turku - 1999 Finnischer Meister mit TPS Turku | - 2000 3. Platz European Hockey League mit TPS Turku - 2000 Finnischer Meister mit TPS Turku - 2001 Finnischer Meister mit TPS Turku - 2012 IIHF-Continental-Cup-Gewinn mit den Dragons de Rouen |

### International
- 1996 Silbermedaille bei der U18-Junioren-Europameisterschaft
- 1997 Goldmedaille bei der U18-Junioren-Europameisterschaft
- 1998 Goldmedaille bei der U20-Junioren-Weltmeisterschaft

## Statistik
(Stand: Ende der Saison 2010/11)